# Gapon-Gleichung
Die Gapon-Gleichung ist eine in der Bodenkunde angewandte Gleichung, die in der Bodenchemie das Verhältnis der im Boden gelösten Menge an Kationen in ihrem Austausch gegen andere Kationen beschreibt. Bedeutung hat die Gleichung zur Bewertung der Fruchtbarkeit von Böden. Entwickelt wurde sie von dem russischen Chemiker E. N. Gapon.   
Das Verhältnis der Menge an Kationen im Boden, der hier als Austauscher aufgefasst wird {\displaystyle {\tfrac {X}{Y}}} ergibt sich zu:
{\displaystyle \left({\frac {X}{Y}}\right)_{s}=K_{\mathrm {G} }\times \left({\frac {a_{X}}{\sqrt {a_{Y}}}}\right)_{l}}
mit
{\displaystyle X,Y}: Kationen (z. B. {\displaystyle X=\mathrm {Na} ^{+},Y=\mathrm {Ca} ^{2+}})
{\displaystyle K_{\mathrm {G} }}: Gaponkoeffizient
{\displaystyle s}: sorbiert (in mmol pro kg Boden)
{\displaystyle a}: Aktivität
{\displaystyle l}: in der Lösung